# Castello di Ujazdów
Il Castello di Ujazdów (in polacco: Zamek Ujazdowski), noto anche come Palazzo di Ujazdów, è un castello situato nello storico quartiere di Ujazdów, tra il Parco Ujazdów e il Parco Łazienki di Varsavia. 
L'edificio venne inizialmente eretto nel XIII secolo e fu più volte ricostruito. Come molte altre strutture di Varsavia, subì ingenti e pesanti danni durante la rivolta di Varsavia (1944). In seguito nel secondo dopoguerra, nel 1974 venne totalmente ricostruito, ospitando dagli anni '90 il Centro per l'Arte Contemporanea di Varsavia.